# Ephippiochthonius pliginskyi
Espèce
Ephippiochthonius pliginskyi est une espèce de pseudoscorpions de la famille des Chthoniidae.

## Distribution
Cette espèce est endémique de Crimée en Ukraine. Elle se rencontre à Pereval'ne dans les grottes Kizil-Koba.

## Description
Le mâle holotype mesure 2,0 mm.

## Étymologie
Cette espèce est nommée en l'honneur de Vladimir G. Pliginsky (1884-?). 

## Publication originale
- Turbanov & Kolesnikov, 2021 : « Three new hypogean species of the false scorpions genus Ephippiochthonius Beier, 1930 (Arachnida: Pseudoscorpiones: Chthoniidae) from the Crimean Peninsula. » Arthropoda Selecta, vol. 30, no 2, p. 193–204 (texte intégral).